# Spionidae
Spionidae (лат.) — семейство кольчатых червей отряда Spionida из подкласса Sedentaria класса многощетинковых.

## Описание
Многощетинковые черви с удлинённым телом и с парой желобчатых питающих пальп. От других семейств отряда Spionida они отличаются фолиевидными нотоподиями и нейроподиями, а также задним удлинением простомиума. Параподиальные доли округлые или листовидные, никогда не зазубренные. Все волоски простые, включая капилляры и би- или мультидентатные, капюшонизированные или не капюшонизированные крючки.
Бентосные полихеты. Они обычны и широко распространены в мягких отложениях в большинстве морских местообитаний. Одна группа родов, полидориды, зарывается в раковины моллюсков и другие известковые субстраты, другие строят постоянные трубки в мягких субстратах. Многочисленные формы ведут свободный образ жизни в песках и илах. Виды некоторых родов (Prionospio, комплекс Polydora/Boccardia) с большой вероятностью присутствуют в любом образце морского мягкого дна, взятом в любой точке земного шара. Представители рода Aonides являются доминирующими формами на песчаных пляжах в умеренных и тёплых регионах мира.

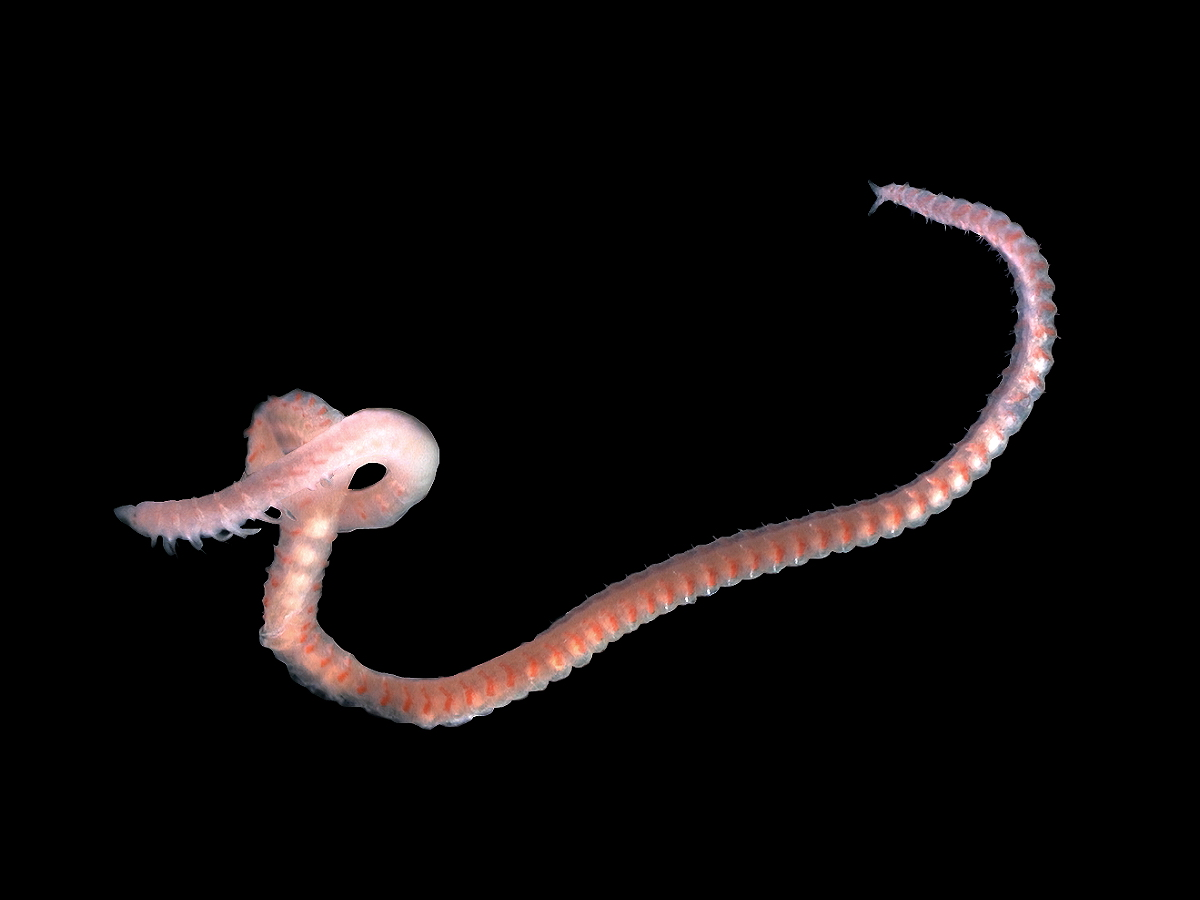
Aonides paucibranchiata
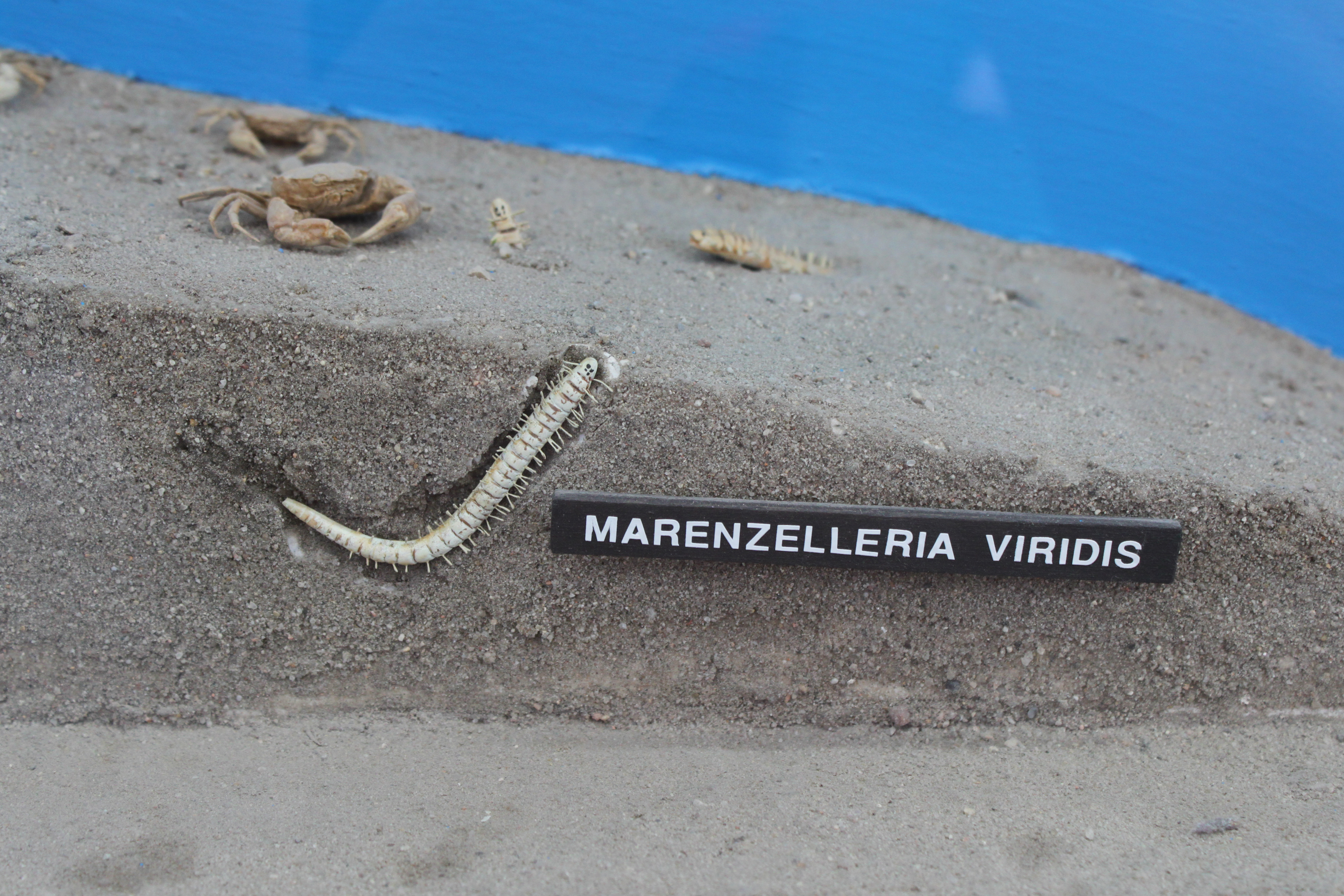
Marenzelleria viridis
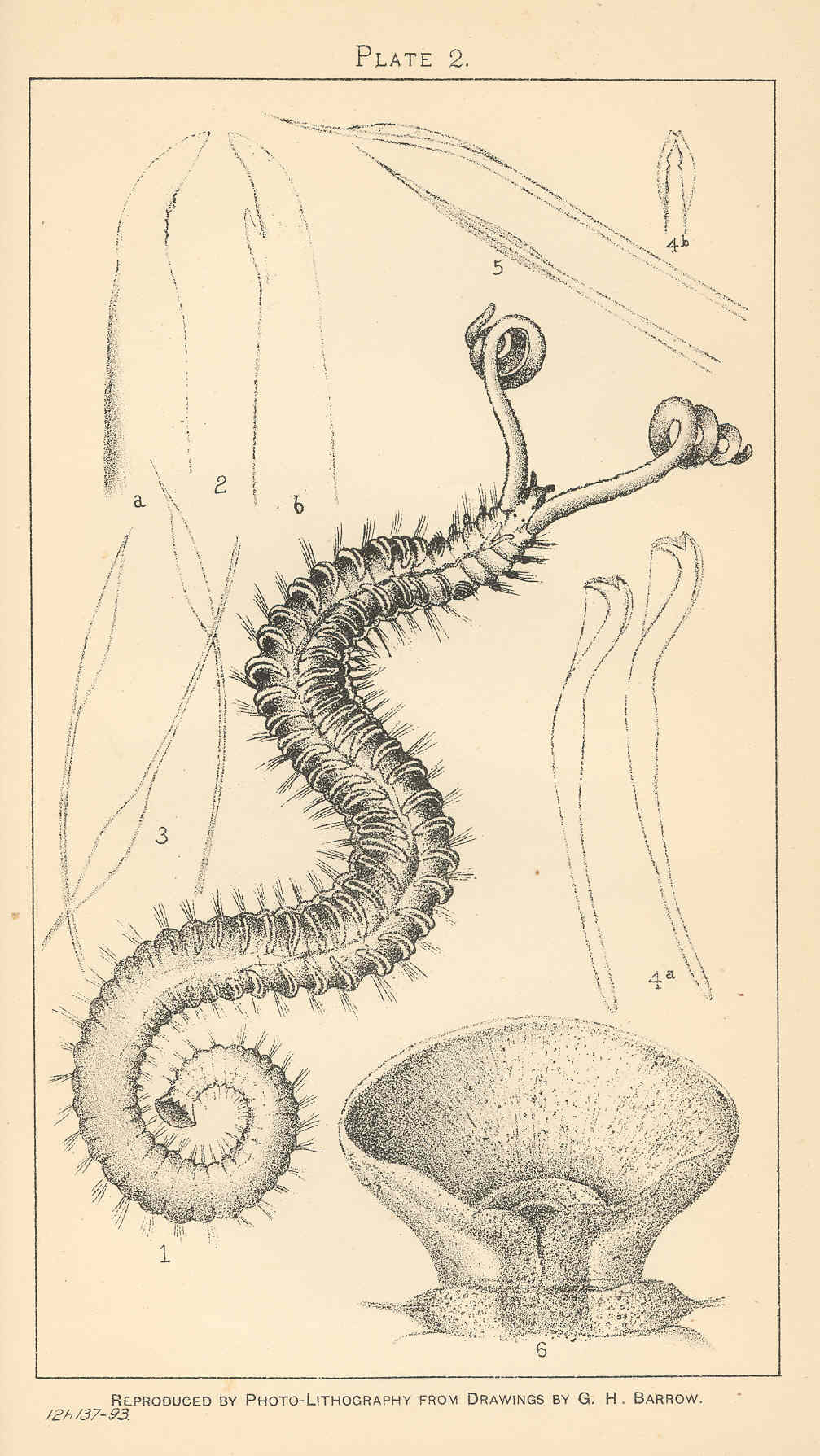
Polydora sp.
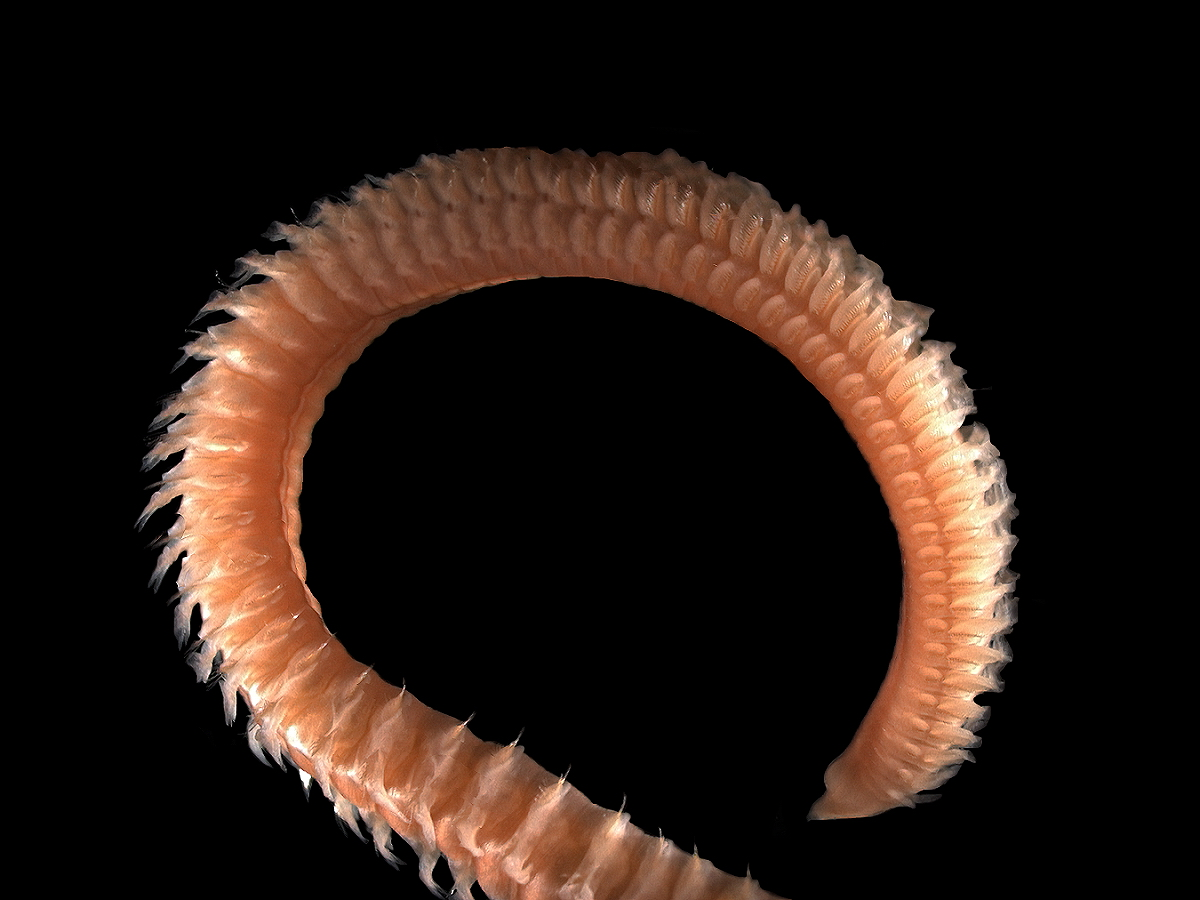
Scolelepis bonnieri
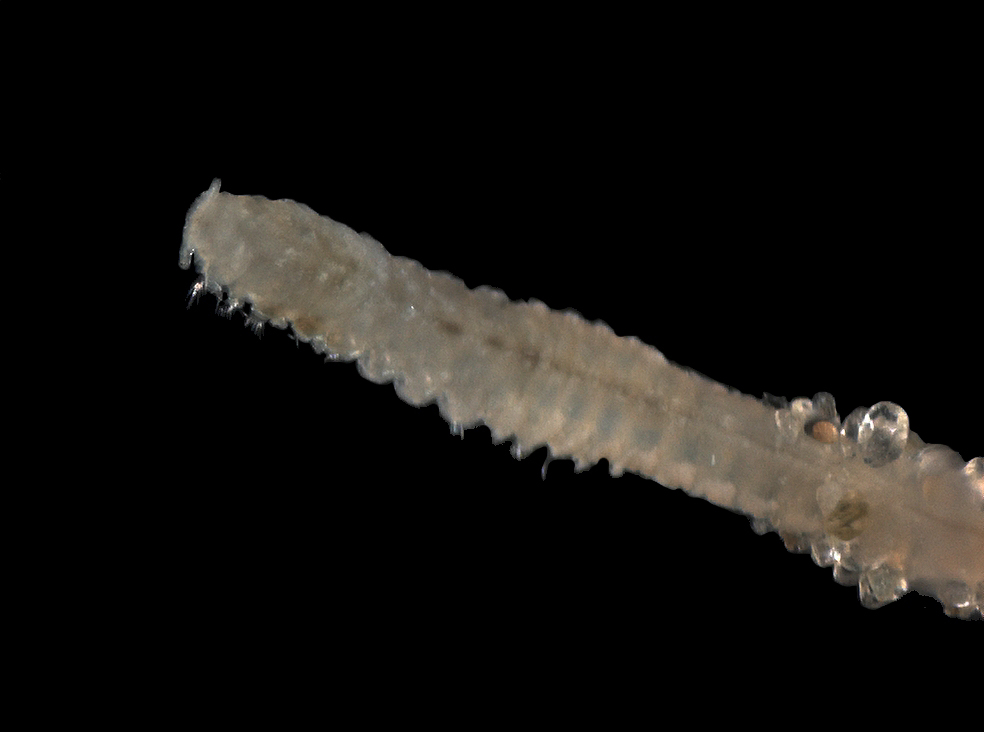
Spiophanes bombyx

## Систематика
Известно около 45 родов и более 680 видов. Крупнейшие рода: Prionospio (125 видов), Scolelepis (>80) и Polydora (>60). Spio seticornis был первым видом, описанным Карлом Линнеем в 1767 году под названием Nereis seticornis, а в 1776 году Отто Фридрих Мюллер описал Spio filicornis, который впоследствии был признан типовым видом, под названием Nereis filicornis. Датский священнослужитель Отто Фабрициус, автор книги «Фауна Гренландии» (не путать с его современником, зоологом Иоганном Христианом Фабрицием), признал особенности этих червей и основал род Spio с двумя видами Spio seticornis и Spio filicornis. В 1850 году Адольф Эдуард Грубе описал семейство Spiodea (позднее как Spionidae).
- Aciculaspio Blake & Ramey-Balci, 2020[7]
- Amphipolydora Blake, 1983
- Aonidella López-Jamar, 1989
- Aonides Claparède, 1864
- Apoprionospio Foster, 1969
- Atherospio Mackie & Duff, 1986
- Aurospio Maciolek, 1981
- Australospio Blake & Kudenov, 1978
- Boccardia Carazzi, 1893
- Boccardiella Blake & Kudenov, 1978[8]
- Carazziella Blake & Kudenov, 1978
- Dipolydora Verrill, 1881
- Dispio Hartman, 1951
- Glandulospio Meißner, Bick, Guggolz & Götting, 2014[9]
- Glyphochaeta Bick, 2005[10]
- Laonice Malmgren, 1867
- Laubieriellus Maciolek, 1981
- Lindaspio Blake & Maciolek, 1992
- Malacoceros Quatrefages, 1843
- Marenzelleria Mesnil, 1896
- Microspio Mesnil, 1896
- Orthoprionospio Blake & Kudenov, 1978
- Paraprionospio Caullery, 1914
- Polydora Bosc, 1802
- Polydorella Augener, 1914
- Prionospio Malmgren, 1867
- Pseudopolydora Czerniavsky, 1881
- Pygophyllum Schmarda, 1861
- Pygospio  Claparède, 1863
- Pygospiopsis Blake, 1983
- Rhynchospio Hartman, 1936
- Scolecolepides Ehlers, 1907
- Scolelepis Blainville, 1828
- Spio Fabricius, 1785
- Spiogalea Aguirrezabalaga & Ceberio, 2005
- Spiophanella Fauchald & Hancock, 1981
- Spiophanes Grube, 1860
- Streblospio Webster, 1879
- Tripolydora Woodwick, 1964
- Xandaros Maciolek, 1981